# Prerogativa
Prerogativa (latinsky praerogativa); znamená přednost, právo přednosti či výsadu, která náleží výhradně někomu, na rozdíl od jiného. Ve středověku např. šlechtici jako jediní plnoprávní státní občané mívali jistá práva, která náležela výhradně jen jim, jako např. právo držet šlechtické statky, zastávat státní úřady atp. Dříve byly také známy panovníkovy prerogativy, např. právo svolávat, uzavírat, rozpouštět parlamenty, právo dávat nebo odpírat sankci (vetovat) usnesením zákonodárných sborů atp. V moderním pojetí ústavního práva se zpravidla jedná o pravomoc hlavy státu o něčem jednostranně rozhodnout (například o udělení milosti nebo vyhlášení amnestie). Přesný význam se v různých zemích liší v závislosti na politickém systému.

## Příklady

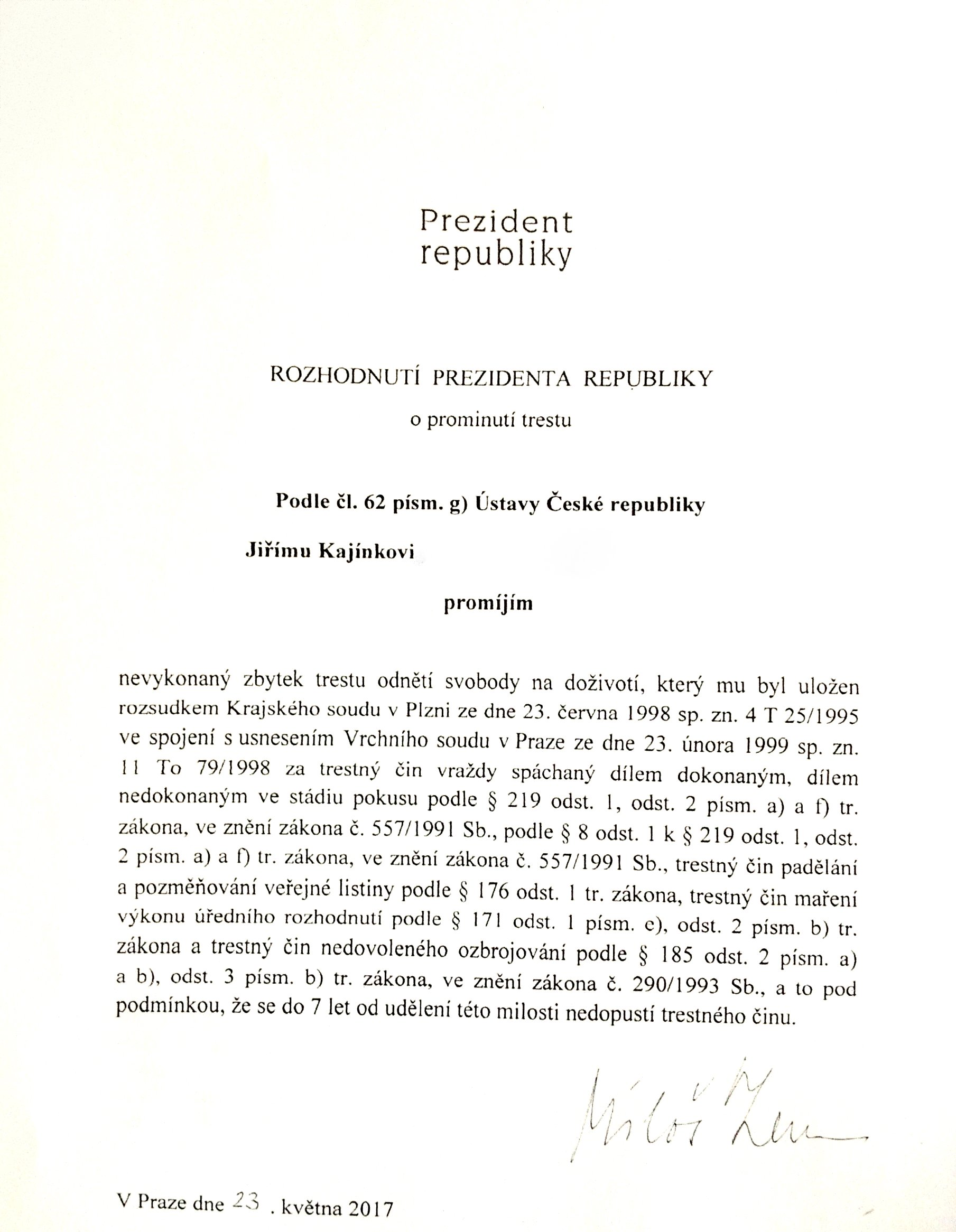
Udělení milosti odsouzenému je příkladem prezidentského prerogativa

### Česká republika
V České republice se pojmem prerogativa označují některé pravomoci prezidenta republiky, které vyplývají u ústavy. Jedná se o pravomoci navázané k osobní úvaze hlavy státu, nevyžadující spolupodpis předsedy vlády; zároveň se nejedná o správní akty a nelze je soudně přezkoumat. Jde například o udělení milosti, jmenování členů bankovní rady České národní banky či vetování zákona. Prerogativem hlavy státu je tradičně také pravomoc rozpustit Poslaneckou sněmovnu, v českém ústavním systému k tomu však musí být splněny specifické podmínky a nejde tak o rozhodnutí prezidenta učiněné čistě z jeho vůle.

### Velká Británie
V ústavním systému Velké Británie jsou tzv. panovnické prerogativy (také zvané královské výsady; anglicky royal prerogative) vrcholné pravomoci v systému výkonné moci, které jsou formálně vykonávány panovníkem, reálně je však má v rukou vláda. Podle vládních směrnic se dělí na tři typy:
- Ústavní prerogativy – těmi jsou zejména tři stěžejní práva konstitučního monarchy: právo být předsedou vlády informován o státních záležitostech, doporučit mu opatření a varovat jej. Dále pak jde o pravomoci vykonávané na základě závazného doporučení vlády, například jmenování a odvolávání ministrů, udělování panovnické sankce schváleným zákonům, svolání a ukončení zasedání Parlamentu.
- Exekutivní prerogativy – pravomoci, které byly historicky vykonávané na základě rady ministrů, ale později došlo k jejich faktické delegaci, takže nyní je vykonávají sami ministři jménem panovníka. Patří mezi ně vedení zahraniční politiky, včetně sjednávání, ratifikace a vypovídání mezinárodních smluv, řízení a nasazování ozbrojených sil, vyhlašování války a obrana státu, udržování vnitrostátního pořádku, správa zámořských území, jmenování peerů, některých soudců a církevních hodnostářů, udělování poct, vydávání a odebírání cestovních pasů, organizace státní služby, právo milosti.
- Právní prerogativy – historická práva Koruny například na některé druhy živočichů, a rovněž důležité, byť již omezené, imunity, respektive princip, že Koruna není vázána zákonem, pokud to zákon výslovně nestanoví, nebo to z něj nutně nevyplývá.

### Spojené státy americké
V USA se význam pojmu prerogativa, případě též exekutivní prerogativa (anglicky executive prerogative) zakládá zejména na práci Johna Lockeho, který ve své publikaci Two Treatises of Government (1690) uznal, že psané právo nemůže pokrýt všechny nepředvídané události a nemůže být dostatečně konkrétní, aby umožnilo vládě rozhodnout o každém problému v rámci zákona. Výkonná složka vlády má proto mít výsadní pravomoc „jednat podle uvážení, ve veřejném zájmu, bez předpisu zákona a někdy i proti němu“, pokud to považuje za nezbytné. Prezident, jemuž článek II ústavy USA svěřuje nejvyšší exekutivní moc, tak má podle tohoto výkladu právo a povinnost přijmout veškerá opatření která pokládá za nezbytná a nutná ve veřejném zájmu (zejména v případech krize), a to i bez výslovného zákonného zmocnění. Příklady uplatnění těchto prerogativ jsou:
- George Washington v roce 1793 jednostranně vyhlásil neutralitu v britsko-francouzské válce, ačkoli nic v ústavě mu k tomu výslovně nedávalo pravomoc. Tento krok obhajoval například Alexander Hamilton, který tvrdil, že z ústavy nepřímo vyplývá postavení prezidenta jako hlavy zahraniční politiky, kompetentní k takovému rozhodnutí. Naproti tomu Thomas Jefferson oponoval s názorem, že pokud má Kongres výhradní právo vyhlásit válku, má také jako jediný právo vyhlásit neutralitu.[8]
- Thomas Jefferson v roce 1803 koupil Louisianu od Francie, přestože ústava nedává federální vládě pravomoc získat území. Smlouva o koupi však byla přijata řádný ústavním postupem se schválením dvoutřetinovou většinou v Senátu.[9]
- Abraham Lincoln v roce 1861 nařídil pozastavení práva Habeas Corpus. Přestože ústava omezení tohoto práva umožňuje, je dané ustanovení uvedeno v článku I, který pojednává o zákonodárné moci; tato pravomoc by tak měla příslušet Kongresu. Lincoln toto nařízení obhajoval s odvoláním na národní krizi způsobenou probíhající občanskou válku a následně roku 1863 prosadil zákon, který na něj tuto pravomoc delegoval.[10]
- Franklin Roosevelt v roce 1940 podepsal bez souhlasu Kongresu dohodu s Velkou Británií o výměně torpédoborců za námořní základny.
- Richard Nixon v roce 1977 v rozhovoru s Davidem Frostem na otázku, zda podle něj prezident může ve veřejném zájmu nařídit něco nelegálního (například aby zpravodajské služby používaly nezákonné sledovací techniky), odpověděl: „Pokud to nařídí prezident, pak to znamená, že to není nelegální.“.[11]
- Donald Trump v roce 2020 schválil spáchání atentátu na íránského generála Kásima Solejmáního s odvoláním na nutnou sebeobranu před jím plánovanými útoky na USA.[12]